# Dynaspidiotus ericarum
Dynaspidiotus ericarum är en insektsart som först beskrevs av Goux 1937.  Dynaspidiotus ericarum ingår i släktet Dynaspidiotus och familjen pansarsköldlöss. Inga underarter finns listade i Catalogue of Life.